# Campoplex laricis
Campoplex laricis är en stekelart som beskrevs av Horstmann 1993. Campoplex laricis ingår i släktet Campoplex och familjen brokparasitsteklar. Inga underarter finns listade.